# Akvariedyr
Akvariedyr er en fællesbetegnelse for fisk, damrokker, rejer, frøer (f.eks. sporefrøer), krabber og andre dyr, som holdes i akvarier. Betegnelsen akvariefisk bruges som regel om tropiske og subtropiske fisk fra både saltvand og ferskvand.

## Liste over akvariefisk
- Balihaj
- Guppy
- Guldfisk
- Neonfisk
- Slørhale
- Tigerbarbe
- Sværddrager
- Ancistrus
- Platy
- Kuhli Ål
- Pragtsmerling
- Discus
- Kuglefisk

## Liste over andre akvariedyr
- Amano reje

## Eksterne links
- Wikimedia Commons har flere filer relateret til Akvariedyr

- Wikimedia Commons har flere filer relateret til Akvaristik

- Wikimedia Commons har flere filer relateret til Ferskvandsakvariefisk

- Wikimedia Commons har flere filer relateret til Ferskvandsakvarie hvirvelløse dyr

- Wikimedia Commons har flere filer relateret til Ferskvandsplanter

- Wikimedia Commons har flere filer relateret til Brakvandsakvariefisk

- Wikimedia Commons har flere filer relateret til Saltvandsakvariefisk

- Wikimedia Commons har flere filer relateret til Saltvandsakvarie hvirvelløse dyr

- AkvarieDyr
- Giftig hobby (Webside ikke længere tilgængelig)